# Pierre Hippolyte Publius Renault
Pour les articles homonymes, voir Renault (homonymie).
Pierre Hippolyte Publius Renault, communément appelé le général Renault, né le 20 janvier 1807 à La Valette et mort le 6 décembre 1870, des suites d'une blessure reçue à la bataille de Champigny lors du siège de Paris, est un général français, grand-croix de la Légion d'honneur.
Il s'illustre au cours de la conquête de l'Algérie  puis de la guerre franco-allemande de 1870.

## Biographie

### Études
Après une corniche au Prytanée militaire de La Flèche, il est reçu à Saint-Cyr le 1er octobre 1827, puis est nommé le 1er octobre 1828 sous-lieutenant au 6e régiment d'infanterie de ligne.

### Conquête de l'Algérie
Lieutenant le 20 juin 1832, il obtient d’entrer le 24 août 1833 au 3e bataillon d’infanterie légère d’Afrique, à Alger. Il se bat en Espagne, et revient, comme capitaine adjudant-major à la légion étrangère de France, le 3 août 1837. Il participe à l’expédition de Djidjelli, de Bougie, de Médéah et à la prise du col de Mouzaïa. Il commande le bataillon d’élite à l’Akbet-el-Kedda.
Outre les deux blessures qu’il a reçues en Espagne, il est atteint d’une balle à la tête le 15 octobre 1840, au passage des Gouttes, dans la province d’Oran ; d’une autre balle au genou droit le 29 octobre, au combat des Oliviers ; d’un troisième coup de feu dans les reins à l’affaire de l’Oued-el-Hordjau, le 9 juillet 1843.
Général de brigade le 23 août 1846, mis à la disposition du gouverneur général de l’Algérie, il ne rentre en France que le 10 avril 1848. 
Général de division le 14 juillet 1851, il revient en Algérie. Le 2 septembre 1857 et jusqu’au 26 juin 1858, il y exerce les fonctions de gouverneur.

### Sénateur du Second Empire
Rappelé en France en 1859 pour commander une division dans la campagne contre l’Autriche, à son retour, l’empereur le nomme sénateur le 16 août 1859.
Il est grand officier de la Légion d'honneur le 26 décembre 1852 et grand-croix en 1859.

### Guerre de 1870
En 1870, il participe à la défense de Paris et est blessé à la jambe le 30 novembre 1870 à la bataille de Champigny. Relevé le lendemain du champ de bataille, il est amputé le 2 décembre et décède de sa blessure le 6 décembre,. Ses obsèques eurent lieu le 9 décembre dans la chapelle de l'Hôtel des Invalides et est inhumé au cimetière du Père-Lachaise (68e division).

## Hommages
En 1874 Le village de Renault est créé en Algérie française en mémoire du général Renault, il est érigé en commune mixte par arrêté gouvernemental du 16 juillet 1883.
La commune mixte de Renault est renommée Sidi M'Hamed Ben Ali après 1962 mais toujours surnommée Renault par les locaux.

## Décorations
- Grand-croix de la Légion d'honneur (25 octobre 1857)